# Antoni Rigalt

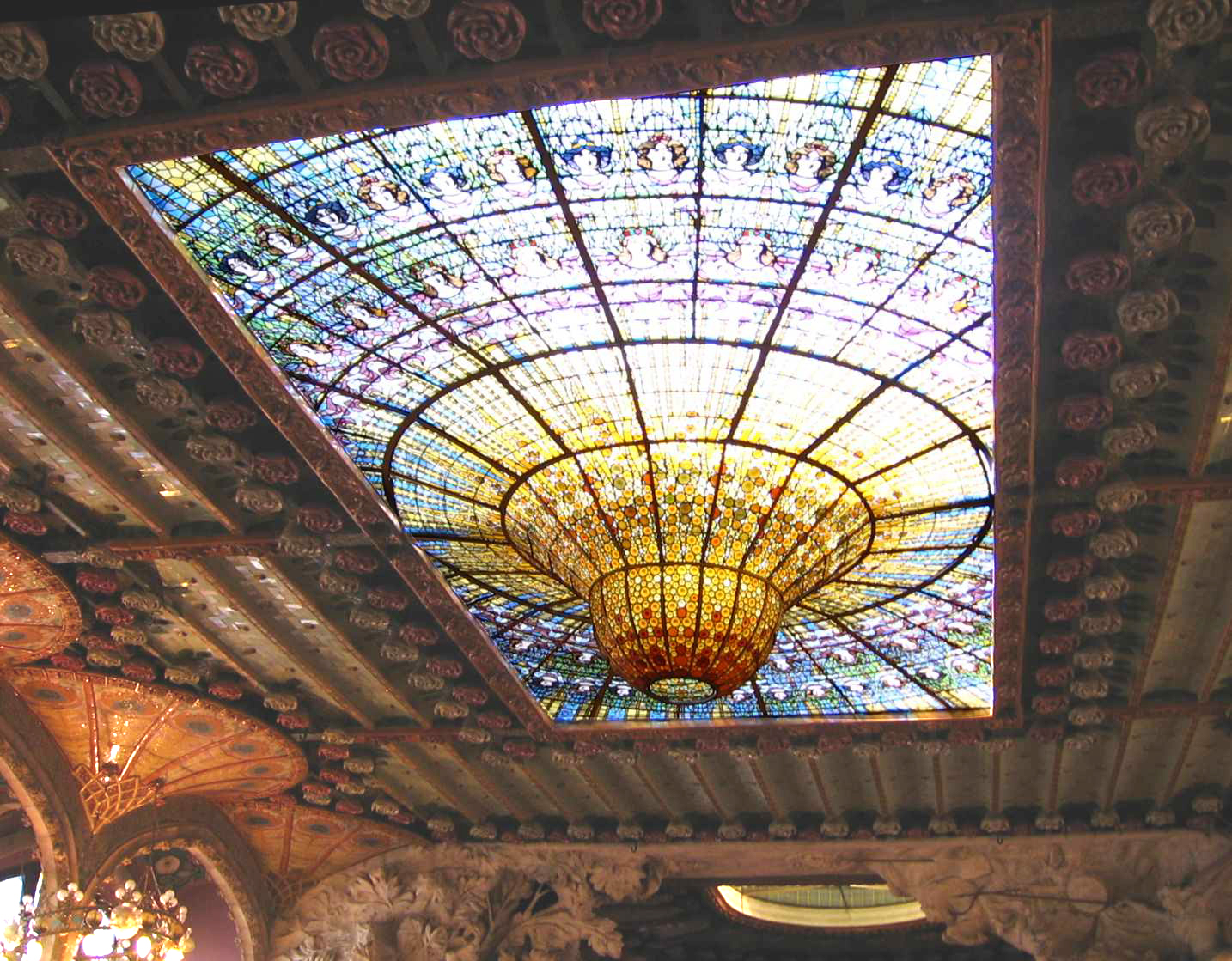
Vitral del techo del Palacio de la Música Catalana.

Antoni Rigalt i Blanch (Barcelona, 1850 - 1914) fue un pintor, vidriero y dibujante español modernista.
Como dibujante colaboró en diversas publicaciones de la época, como La Ilustración Española y Americana.
Aprovechando el gran auge que tuvo la aplicación de las vidrieras en la nueva corriente artística del modernismo, fundó junto con el arquitecto Jeroni Ferran Granell un taller de vitrales artísticos, dedicado tanto a la restauración de antiguos vitrales góticos, como a las nuevas realizaciones en colaboración con arquitectos, uno con el que más trabajó fue Lluís Domènech i Montaner con el que realizó la gran vidriera del techo del Palacio de la Música Catalana de Barcelona y las de la Casa Lleó Morera.
Fue profesor de la Escuela de Bellas Artes de Barcelona e ingresó como miembro de la Academia de Ciencias y Artes de Barcelona el día 21 de mayo de 1884. En el año 1888 se le concedió la medalla de oro de la Exposición Internacional barcelonesa.